# Buonavoglia
Col termine buonavoglia (plurale: buonevoglie) s'intendevano quegli uomini che, a pagamento, si arruolavano nelle marinerie italiane medievali (specialmente della Serenissima e della Superba) al fine di garantire un'adeguata propulsione alle imbarcazioni a remi (galee).
Anche le buonevoglie (come i galeotti) erano incatenati al remo ma, al contrario dei forzati, in momenti di pericolo essi erano di norma liberati dai ceppi per evitarne la morte in caso d'affondamento della nave; si usava anche fornirli di armi per il combattimento ravvicinato col nemico.
Ad essi, in caso di azione ben condotta, potevano essere concessi premi in denaro.